# Greenville (Wisconsin)
Pour les articles homonymes, voir Greenville.
Greenville est une ville américaine située dans le comté d'Outagamie dans l'État du Wisconsin. En 2010, sa population est de 10 309 habitants.

## Source de la traduction
- (en) Cet article est partiellement ou en totalité issu de l’article de Wikipédia en anglais intitulé « Greenville, Wisconsin » (voir la liste des auteurs).